# WIPO-Urheberrechtsvertrag
Der WIPO-Urheberrechtsvertrag, kurz WCT (von englisch WIPO Copyright Treaty), ist ein 1996 von der Weltorganisation für geistiges Eigentum (WIPO) verabschiedetes Sonderabkommen im Sinne des Artikels 20 der Berner Übereinkunft; er bildet den Rahmen für die Anpassung der nationalen
Urheberrechtsgesetze an die Anforderungen digitaler Netzmedien.
Der Schutz von Computerprogrammen wird in Artikel 4 dem Schutz literarischer Werke nach der 
Berner Übereinkunft zum Schutz von Werken der Literatur und Kunst
in der Fassung von 1971 gleichgesetzt. Beschränkungen dieses Schutzes – z. B. durch patentrechtlich geschützte Ideen – dürfen die normale wirtschaftliche Verwertung urheberrechtlich schutzwürdiger Computerprogramme nach Art. 10 Abs. 2 nicht wesentlich beeinträchtigen, so wie dies auch für technische Fachbücher gilt.